# Zahak
Zahak o Zehak (farsi زهک) è il capoluogo dello shahrestān di Zahak, circoscrizione Centrale, nella provincia del Sistan e Baluchistan in Iran. Aveva, nel 2006, una popolazione di 11.180 abitanti. Si trova vicino al confine con l'Afghanistan.